# Бадряшевська сільська рада
Бадря́шевська сільська рада (рос. Бадряшевский сельский совет) — муніципальне утворення у складі Татишлинського району Башкортостану, Росія. Адміністративний центр — присілок Бадряшево.

## Населення
Населення — 1052 особи (2019, 1289 в 2010, 1471 в 2002).

## Склад
До складу поселення входять такі населені пункти:
| Населений пункт           | Населення, осіб (2002) | Населення, осіб (2010) |
| ------------------------- | ---------------------- | ---------------------- |
| Аук-Буляк, присілок       | 129                    | 133                    |
| Бадряшево, присілок       | 394                    | 361                    |
| Байкібаш, присілок        | 12                     | 3                      |
| Біляшево, село            | 529                    | 469                    |
| Верхня Салаєвка, присілок | 19                     | 3                      |
| Старосолдово, присілок    | 192                    | 134                    |
| Юда, присілок             | 196                    | 186                    |